# Víctor Chumillas
Víctor Chumillas Fernández (Olmeda del Rey, Cuenca, España, 28 de julio de 1902-Fuente el Fresno, Ciudad Real, España, 16 de agosto de 1936) fue un religioso franciscano español, mártir y beato de la Iglesia católica.

## Biografía
Estudió desde los doce años con la Orden Franciscana en Belmonte (Cuenca). A los quince años recién cumplidos, en 1917, ingresa como novicio de la orden en Pastrana (Guadalajara). Además estudia en otros lugares, como Arenas de San Pedro (Ávila). En 1923 hizo los votos como franciscano y el año 1925 fue ordenado sacerdote.
Una vez finalizados sus estudios comienza su labor docente en distintos seminarios y conventos, incluso en algunos de los que había sido alumno no hacía mucho: Arenas de San Pedro, Alcázar de San Juan (Ciudad Real), La Puebla de Montalbán (Toledo), Pastrana, Consuegra y Madrid, llegando a Guardián y Rector del teologado de Consuegra a una muy temprana edad.
Ejerció como director de la revista católica Cruzada Seráfica entre 1931 y 1936. Entre esta revista y la llamada Hogar Antoniano escribió hasta 142 artículos y 40 poemas, como «publicista» de la Iglesia Católica.
Fundó El Cometa, revista dedicada a la difusión de ensayos de ciencia, arte y religión.
Como músico compuso cantos religiosos además de ser director de varios coros y organista.
Escribía poesía, algunas de las cuales se publicaron en el diario El Castellano de Toledo. José Rubio recoge otro ejemplo de sus versos titulado Mis recuerdos.
Mantuvo una postura crítica con el gobierno de la República, con artículos que incluían textos como el siguiente:

A lo mejor te has creído que quiero la eterna condenación de los que nos gobiernan, porque te voy poniendo esos reparillos. Al contrario: todos los días pido a Dios que les dé tiempo de arrepentirse y enmendarse, ofreciéndole mi vida por este fin y motivo. Mi mayor alegría sería derramar mi sangre por Aquel que por mí la derramó en la cruz, si así fuere servido.
Recogido por Rincón, M. (2007, p.63)

En julio de 1936, tres días después del levantamiento de Franco, son expulsados de su convento en Consuegra. En agosto son apresados y encarcelados en la Iglesia de Santa María la Mayor de la misma localidad. Veinte de los franciscanos son trasladados, en camión, al municipio de Fuente el Fresno (Ciudad Real), y el 16 de agosto de 1936 fusilados. Posteriormente fueron enterrados en el cementerio del pueblo.

## Proceso de beatificación
En 1966 comienza el proceso de beatificación, pero queda parado hasta que en 1987 se reactiva.
En 2005 se decreta el hecho del martirio y final del proceso, quedando a la espera de fecha para la beatificación: «Decretum super martyrio SSDD Victoris Chumillas Fernández et XXI Sociorum». Finalmente es inscrito en el catálogo de beatos el 26 de octubre de 2007, por el papa Benedicto XVI, en una Carta apostólica que también establece que su fiesta se celebra el 6 de noviembre.

## Reconocimiento

### Cruz de los Mártires (Consuegra)
En Consuegra se erigió una Cruz a los Mártires en el parque frente a la iglesia de San Juan, en ella se inscribieron los nombres de los sacerdotes fusilados. Fue inaugurada el 5 de mayo de 1942 con una fiesta, en la que participaron todos los representantes de los poderes civil, religioso y militar. Esta cruz permanece en el mismo sitio, aunque se le han retirado los símbolos directamente relacionados con el franquismo y la FET y de las JONS: el yugo y las flechas y la cruz de San Andrés.

### Sepultura en San Juan de los Reyes (Toledo)
Desde diciembre de 1982 sus restos reposan en la iglesia franciscana del Monasterio de San Juan de los Reyes de Toledo, Monumento Histórico-Artístico de interés nacional desde 1926.

### Cruz en el lugar de fusilamiento (Fuente el Fresno)

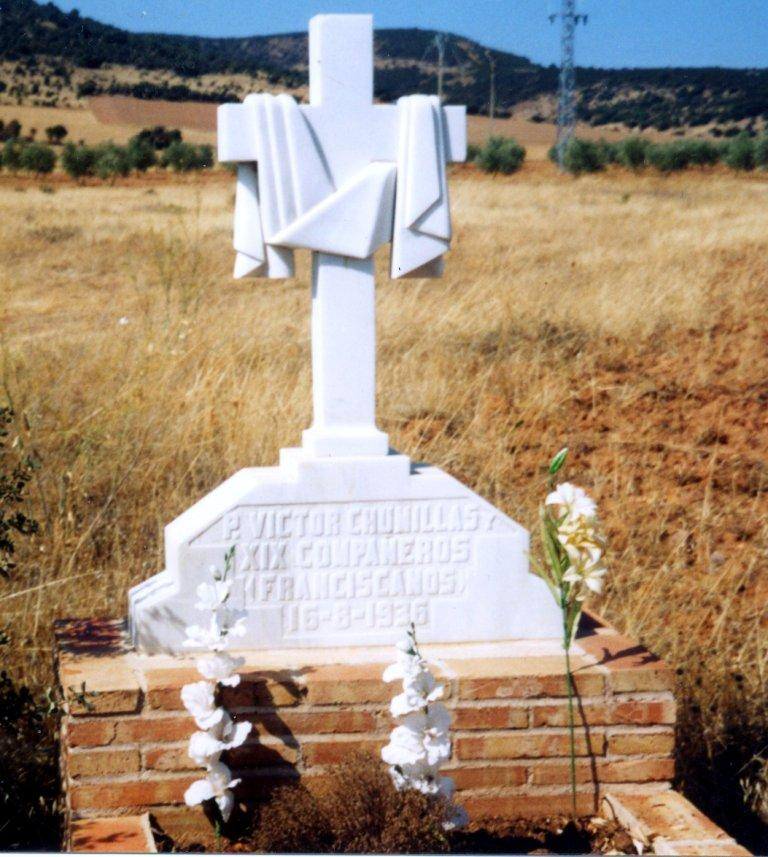
Cruz en el lugar de fusilamiento. Fuente el Fresno (Ciudad Real), España.

En el término municipal de Fuente el Fresno (Ciudad Real), al borde de la carretera N-401, ya en el límite con la provincia de Toledo, se encontraba una pequeña cruz de mármol blanco que recordaba el lugar donde fueron fusilados los veinte franciscanos traídos en un camión desde Consuegra (Toledo). En 1995 fue sustituida por una cruz sobre pedestal, conjunto con cerca de dos metros de altura, con una inscripción que reza «P. VÍCTOR CHUMILLAS Y XIX COMPAÑEROS FRANCISCANOS, 16-8-1936».

### Hijo predilecto de Olmeda del Rey
El 26 de octubre de 2001 fue nombrado Hijo Predilecto de su villa de nacimiento, Olmeda del Rey, por petición de los vecinos.

### Placa centenario de su nacimiento (Olmeda del Rey)
En el lugar donde estuvo su casa de nacimiento el ayuntamiento colocó una placa el 28 de julio de 2002 para conmemorar el centenario de su nacimiento.

### Beatificación por el papa (Ciudad del Vaticano)
El papa Benedicto XVI el 28 de octubre de 2007 le inscribió en el catálogo de los beatos junto a otros 497 muertos en España durante la década de 1930, eligiendo como denominación «Mártires católicos españoles del siglo XX». Estableció que «su fiesta pueda celebrarse anualmente el día 6 de noviembre».

### Cuadro y retablo en San Juan de los Reyes (Toledo)
Desde el 12 de abril de 2008 se expone el Retablo para los Beatos Víctor Chumillas y 21 compañeros, obra de los Hermanos García García-Muro, que enmarca el cuadro de Arsenio Muñoz,  en la iglesia donde se encuentran enterrados. La inauguración del mismo fue a cargo de la alta jerarquía católica con el arzobispo de Toledo Antonio Cañizares a la cabeza.